# Cromosoma 19
Con il nome di cromosoma 19 si indica, per convenzione, il diciannovesimo cromosoma autosomico umano in ordine di grandezza (calcolando anche il cromosoma X, risulta essere il ventesimo). Gli individui presentano solitamente due copie del cromosoma 19, come di ogni autosoma. Il cromosoma 19 possiede quasi 64 milioni di nucleotidi. I due cromosomi 19 rappresentano quasi il 2,5% del DNA totale nelle cellule umane.
Il cromosoma 19 contiene di certo oltre 1600 geni, ma si ritiene possa contenerne fino a 1700.
Il numero di polimorfismi a singolo nucleotide (SNP)  individuati è di oltre 200.000.

## Geni
I seguenti sono alcuni dei geni identificati sul cromosoma 19:
- APOE: apolipoproteina E
- BCKDHA: deidrogenasi E1 specifica per chetoacidi con catene ramificate (subunità alfa)
- DMPK: protein chinasi legata alla distrofia miotonica
- GCDH: glutaril-coenzima A deidrogenasi
- NOTCH3: omologo 3 del gene Notch di Drosophila melanogaster
- PRX: periaxina
- SLC5A5: membro 5 della famiglia 5 dei trasportatori di soluti (simporti sodio-iodio)
- STK11: serina/treonina chinasi 11 (legata alla sindrome di Peutz-Jeghers)
- EYCL1: uno dei geni responsabili del colore degli occhi

## Malattie
Alcune patologie legate a problemi a carico del cromosoma 19:
- acidemia glutarica (tipo 1);
- CADASIL;
- distrofia miotonica;
- emocromatosi;
- ipotiroidismo congenito;
- malattia di Alzheimer;
- malattia di Charcot-Marie-Tooth;
- miopatia centronucleare e miotubulare (forme autosomiche dominanti);
- ipertermia maligna
- sindrome di Peutz-Jeghers;
- ipercolesterolemia familiare.